# Forêt nationale de Caribou-Targhee
La forêt nationale de Caribou-Targhee est une réserve naturelle américaine située dans les États de l'Idaho, du Wyoming, et de l'Utah. Sa superficie totale est de 12 000 km2, bien qu'elle soit divisée en plusieurs secteurs séparés. À l'est, elle borde le parc national de Yellowstone, le parc national de Grand Teton et la forêt nationale de Bridger-Teton. Elle appartient au 81 000 km2 de l'écosystème du Grand Yellowstone.